# 吴仲华

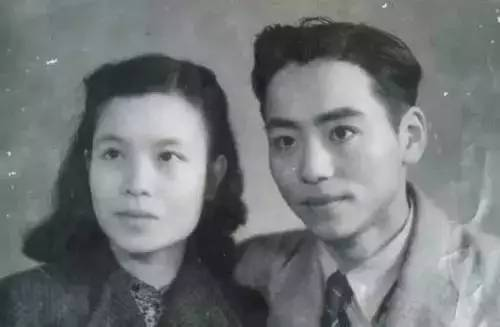
吴仲华与夫人李敏华

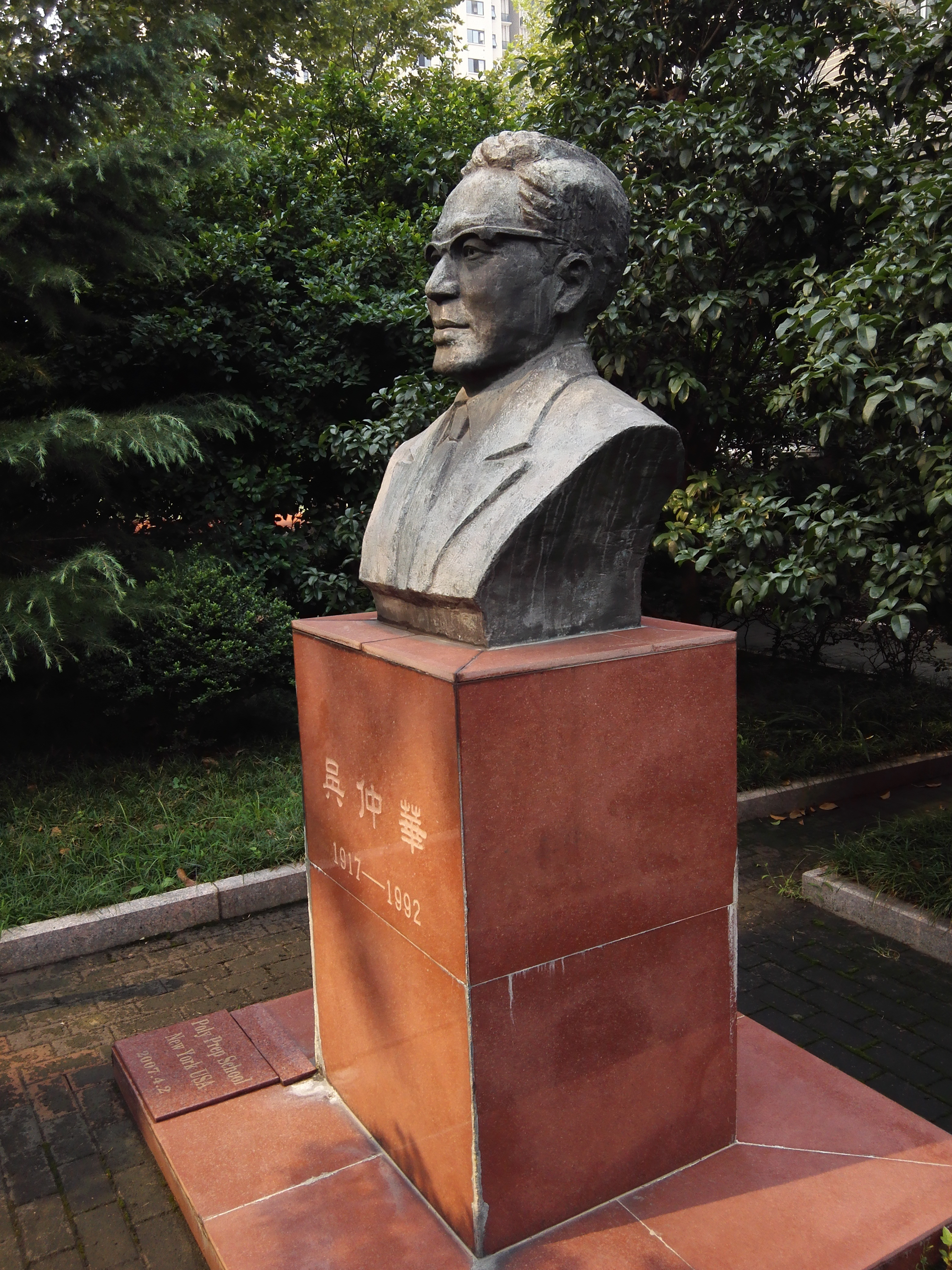
吴仲华雕塑，位于南京市金陵中学校园内。

吴仲华（1917年7月27日—1992年9月19日），男，原籍江苏苏州，生于上海，中国工程热物理学家，中国科学院院士。在航空发动机设计领域做出重大贡献。

## 生平
吴仲华先生祖籍江苏省苏州市，1917年7月27日出生于上海，成长在一个普通的小康知识分子家庭。1940年西南联大毕业，后赴美留学，在麻省理工学院获博士学位。1954年，吳仲華不顧海外的挽留，選擇了回國，迎娶李敏華為妻。吴仲华沒想到在反右中，他首次受到了重點批判，被認為思想右傾；所幸1959年清华大学党委领导正式为他平反，但1964年「四清運動」中，吳仲華再次被打倒，文革更被關進牛棚接受改造。不過相对于高校，吴仲华受到的人身冲击已相对少些，所幸得杜若同志幫助，她也在文革中受冲击，后任力学所党委书记；在同志幫助下，因吳仲華斯貝發動機的原理十分熟悉，故中共高層特許他參與和英方的談判。1975年，中国引进斯贝发动机。但当时的中国，“造反派”横行，仿制工作完全停滞。1986年6月，中国科学技术协会第三次全国代表大会在北京召开，选举产生第三届全国委员会。6月28日，第三届全国委员会第一次会议召开，推举其担任常务委员。1995年5月，中国科学技术协会第四次代表大会召开，并选举产生第四届全国委员会。5月27日，第四届全国委员会第一次会议召开，其被选为荣誉委员。

## 著作
著有《轴流、径流和混流式亚声速与超声速叶轮机械中三元流动的通用理论》。